# Mk VI Crusader

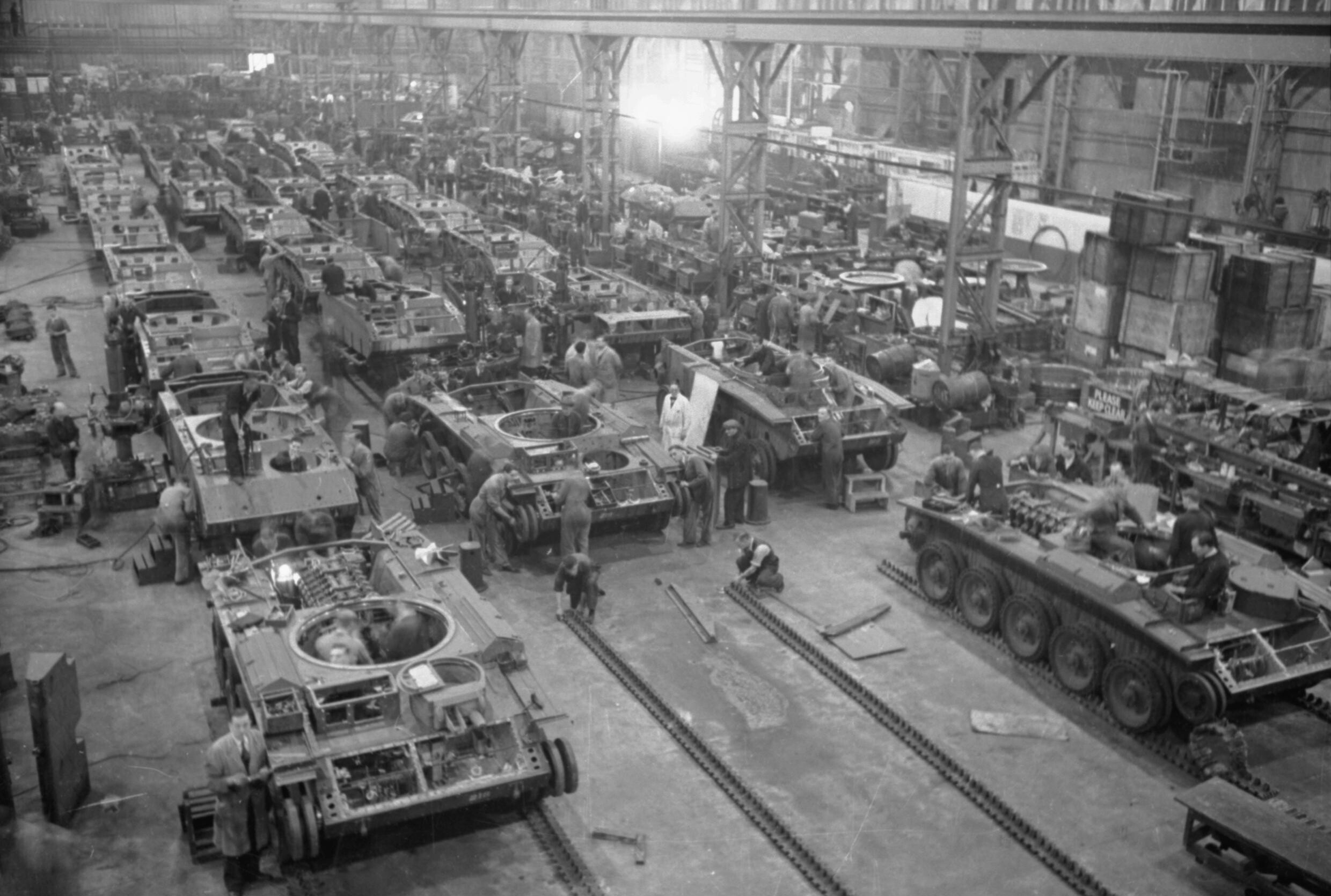
Britse fabriek van Crusader tanks (1941)

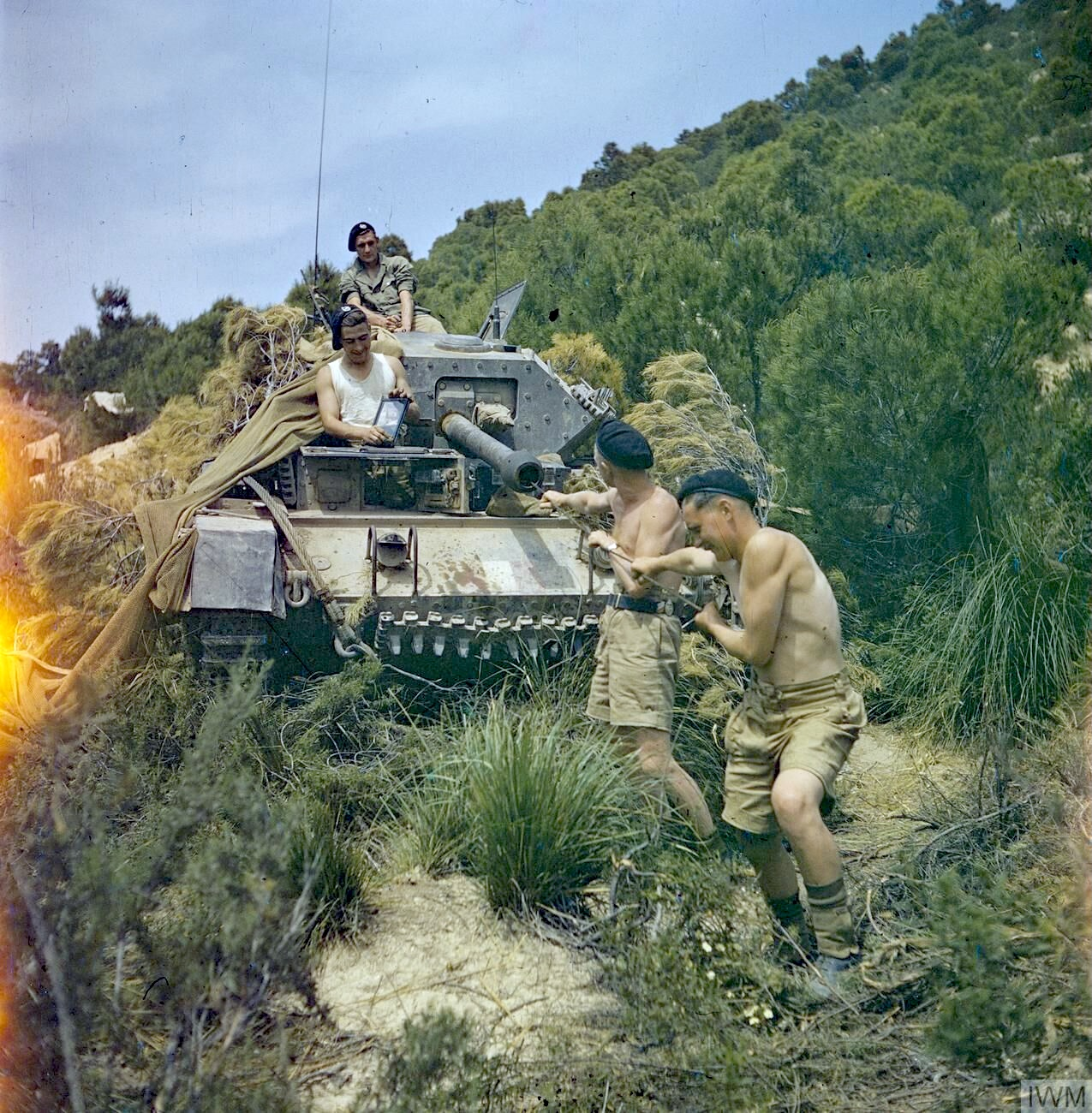
Crusader Mk III, Tunesië, zesponder (1943)

De Tank, Cruiser, Mk VI Crusader (A15), ook wel Crusader was een Britse Cruiser tank uit de Tweede Wereldoorlog. Het type trad in dienst in 1941; het voordeel van de tank was dat hij heel snel en mobiel was, de officiële maximale snelheid werd vaak overschreden. 
De oorspronkelijke hoofdbewapening was een 40mm tweeponder, maar later werd een 57mm zesponder gebruikt. Daarvoor werd een nieuwe geschutskoepel ingevoerd: visueel zijn er dus twee versies. Een met dezelfde koepel als de Covenanter tank (en een tweeponder kanon) en een met een andere koepel (en een zesponder kanon). Met de zesponder kon de tank het opnemen tegen de toen gangbare modellen van de Panzerkampfwagen IV. De tank diende alleen (als zodanig) in de campagnes in Noord-Afrika, waar ze deelnam aan beslissende veldslagen. Er zijn totaal meer dan vijfduizend Crusaders gebouwd.
De tank was relatief licht bepantserd; ook was de mechanische betrouwbaarheid een zwak punt. Hoewel het ontwerp van de tank door de soldaten mooi gevonden werd, werd hij zo snel mogelijk vervangen door de Amerikaanse M4 Sherman. 
Toen de Crusader teruggetrokken werd uit de eerste linie, werd hij gebruikt voor een groot aantal rollen, zoals luchtafweer en als bulldozertank voor de genie. In de laatste jaren van de oorlog werd hij ingezet als artillerietractor om het 17-pondsgeschut te trekken.

## Noot
De Crusader lijkt enigszins op de Covenanter, een andere Cruiser tank, en gebruikt (soms) dezelfde geschutstoren, maar heeft een ander onderstel. Waar de Covenanter een klassiek Christie onderstel heeft, met vier loopwielen, is de romp van de Crusader langer, met vijf loopwielen.